# Двадцатичетырёхъячейник
| Двадцатичетырёхъячейник                                                                      | Двадцатичетырёхъячейник          |
| -------------------------------------------------------------------------------------------- | -------------------------------- |
| Диаграмма Шлегеля: проекция (перспектива) двадцатичетырёхъячейника в трёхмерное пространство |                                  |
| Тип                                                                                          | Правильный четырёхмерный политоп |
| Символ Шлефли                                                                                | {3,4,3}                          |
| Ячеек                                                                                        | 24                               |
| Граней                                                                                       | 96                               |
| Рёбер                                                                                        | 96                               |
| Вершин                                                                                       | 24                               |
| Вершинная фигура                                                                             | Куб                              |
| Двойственный политоп                                                                         | Он же (самодвойственный)         |

Проекция вращающегося двадцатичетырёхъячейника в трёхмерное пространство

Ортогональная проекция вращающегося двадцатичетырёхъячейника на плоскость

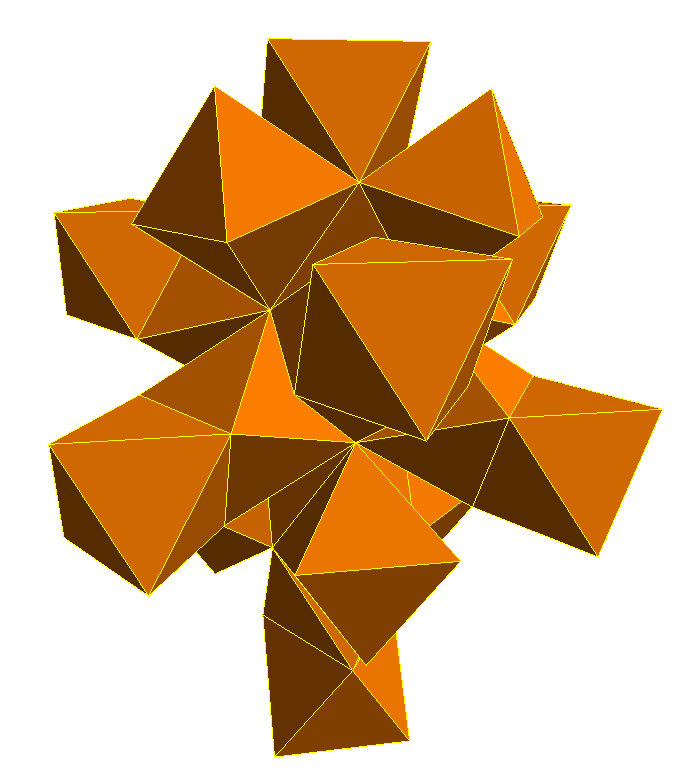
Развёртка

Пра́вильный двадцатичетырёхъяче́йник, или просто двадцатичетырёхъяче́йник, или икоситетрахор (от др.-греч. εἴκοσι — «двадцать», τέτταρες — «четыре» и χώρος — «место, пространство»), — один из шести правильных многоячейников в четырёхмерном пространстве.
Открыт Людвигом Шлефли в середине 1850-х годов. Символ Шлефли двадцатичетырёхъячейника — {3,4,3}.
Двойственен сам себе; двадцатичетырёхъячейник — единственный самодвойственный правильный политоп размерности больше 2, не являющийся симплексом. Этим обусловлена уникальность двадцатичетырёхъячейника: в отличие от пяти других правильных многоячейников, он не имеет аналога среди платоновых тел.

## Описание
Ограничен 24 трёхмерными ячейками — одинаковыми октаэдрами. Угол между двумя смежными ячейками равен в точности {\displaystyle 120^{\circ }.}
Его 96 двумерных граней — одинаковые правильные треугольники. Каждая грань разделяет 2 примыкающие к ней ячейки.
Имеет 96 рёбер равной длины, расположенных так же, как рёбра трёх тессерактов с общим центром. На каждом ребре сходятся по 3 грани и по 3 ячейки.
Имеет 24 вершины, расположенные так же, как вершины трёх шестнадцатиячейников с общим центром. В каждой вершине сходятся по 8 рёбер, по 12 граней и по 6 ячеек.
Двадцатичетырёхъячейник можно рассматривать как полностью усечённый шестнадцатиячейник.
Двадцатичетырёхъячейник можно собрать из двух равных тессерактов, разрезав один из них на 8 одинаковых кубических пирамид, основания которых — 8 ячеек тессеракта, а вершины совпадают с его центром, и затем приложив эти пирамиды к 8 кубическим ячейкам другого тессеракта. В трёхмерном пространстве аналогичным образом можно из двух равных кубов собрать ромбододекаэдр — который, однако, не является правильным.

## В координатах

### Первый способ расположения
Двадцатичетырёхъячейник можно разместить в декартовой системе координат так, чтобы 8 из его вершин имели координаты {\displaystyle (\pm 2;0;0;0),} {\displaystyle (0;\pm 2;0;0),} {\displaystyle (0;0;\pm 2;0),} {\displaystyle (0;0;0;\pm 2)} (эти вершины расположены так же, как вершины шестнадцатиячейника), а остальные 16 вершин — координаты {\displaystyle (\pm 1;\pm 1;\pm 1;\pm 1)} (они расположены так же, как вершины тессеракта; кроме того, те 8 из них, среди координат которых нечётное число отрицательных, образуют вершины другого шестнадцатиячейника, а прочие 8 — вершины третьего шестнадцатиячейника).
При этом ребром будут соединены те вершины, у которых все четыре координаты различаются на {\displaystyle 1} — либо одна из координат различается на {\displaystyle 2,} а остальные совпадают.
Начало координат {\displaystyle (0;0;0;0)} будет центром симметрии двадцатичетырёхъячейника, а также центром его вписанной, описанной и полувписанных трёхмерных гиперсфер.

### Второй способ расположения
Кроме того, двадцатичетырёхъячейник можно разместить так, чтобы координаты всех его 24 вершин были всевозможными перестановками чисел {\displaystyle (\pm 1;\pm 1;0;0)} (эти точки — центры 24 ячеек многоячейника, описанного в предыдущем разделе).
При этом ребром будут соединены те вершины, у которых какие-либо две координаты различаются на {\displaystyle 1,} а другие две совпадают.
Центром многоячейника снова будет начало координат.

## Метрические характеристики
Если двадцатичетырёхъячейник имеет ребро длины {\displaystyle a,} то его четырёхмерный гиперобъём и трёхмерная гиперплощадь поверхности выражаются соответственно как
{\displaystyle V_{4}=2a^{4}}
{\displaystyle S_{3}=8{\sqrt {2}}a^{3}\approx 11{,}3137085a^{3}.}
Радиус описанной трёхмерной гиперсферы (проходящей через все вершины многоячейника) при этом будет равен
{\displaystyle R=a,}
радиус внешней полувписанной гиперсферы (касающейся всех рёбер в их серединах) —
{\displaystyle \rho _{1}={\frac {\sqrt {3}}{2}}\;a\approx 0{,}8660254a,}
радиус внутренней полувписанной гиперсферы (касающейся всех граней в их центрах) —
{\displaystyle \rho _{2}={\frac {\sqrt {6}}{3}}\;a\approx 0{,}8164966a,}
радиус вписанной гиперсферы (касающейся всех ячеек в их центрах) —
{\displaystyle r={\frac {\sqrt {2}}{2}}\;a\approx 0{,}7071068a.}

## Заполнение пространства
Двадцатичетырёхъячейниками можно замостить четырёхмерное пространство без промежутков и наложений.

## В культуре
Является главным антагонистом в одном из эпизодов сетевого мультсериала «Animator vs. Animation» — «Animation vs. Geometry».